# Advieh

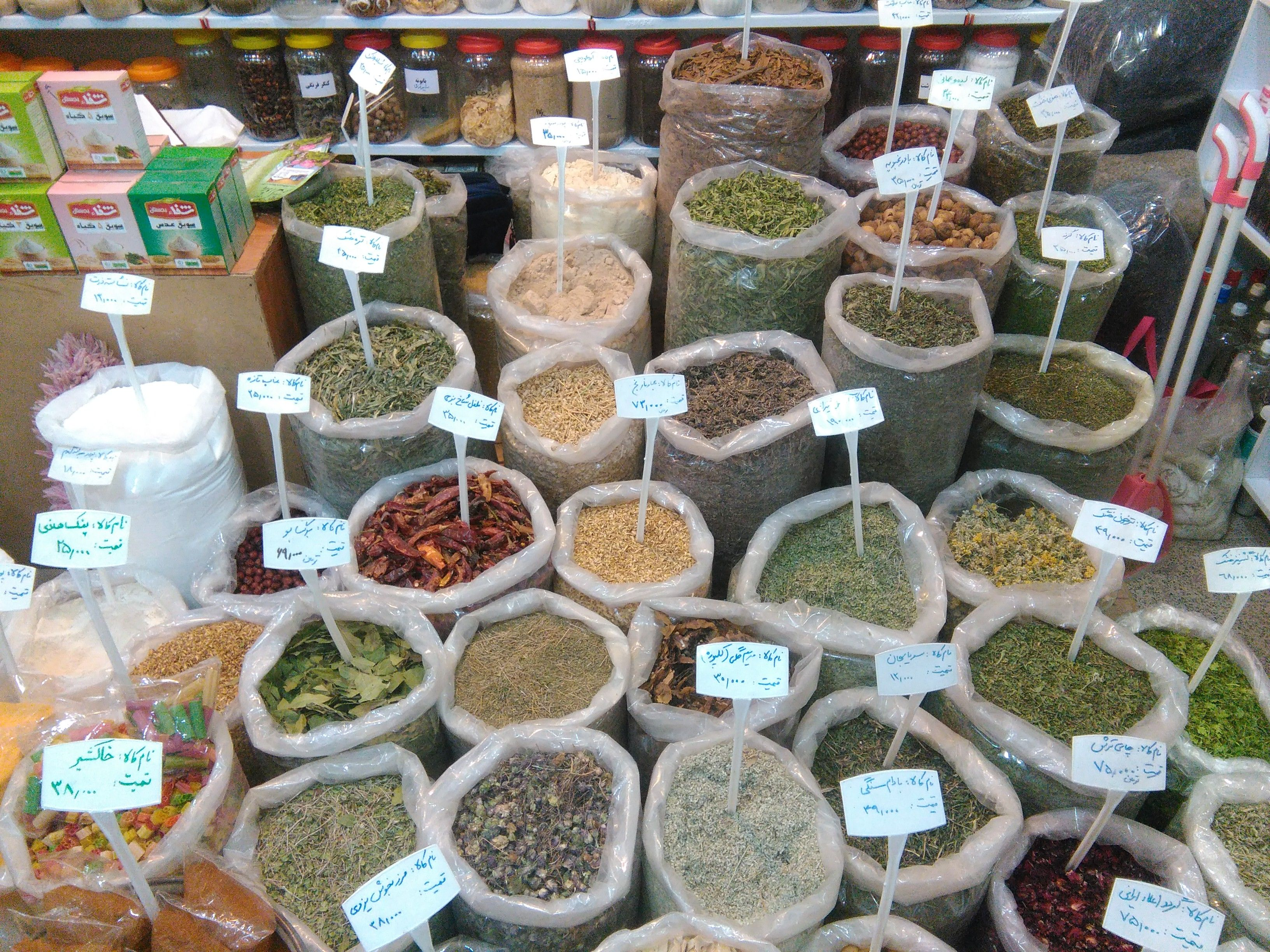
Etalage d'herbes à épices dans un magasin d'Ispahan (Iran)

L'advieh ou adwiya (persan :  ادویه) est un mélange d'épices utilisé dans la cuisine d'Iran et d'Irak. Il est généralement utilisé dans des plats à base de riz, de poulet et de haricots. Sa composition varie du golfe Persique à la mer Caspienne, mais il contient en général du curcuma, de la cannelle, de la cardamome, du clou de girofle, des pétales ou des boutons de rose séchés, du cumin et du gingembre. Il peut aussi contenir de la berce de Perse (Heracleum persicum), du safran, de la noix de muscade, du poivre noir, du macis, de la coriandre ou encore du sésame. 
Il en existe deux variétés : l'advieh-e polo, saupoudré sur le riz après cuisson, et l'advieh-e khoresh, utilisé dans les plats mijotés, ou pour frotter des viandes grillées ou rôties.